# Рорі Мак-Лауд
Ро́рі Макла́уд (англ. Rory McLeod, нар. 26 березня 1971) — англійський професіональний гравець у снукер, єдиний темношкірий гравець мейн-туру (його батьки — вихідці з Ямайки).

## Кар'єра
Після 10 років участі в челендж-турі увійшов в мейн-тур в сезоні 2001/02. П'ять разів виходив в 1 / 32 рейтингових турнірів, найбільш значущим з яких був Гран-прі 2005, однак перемога над вже дуже погано себе відчувавшим Полом Хантером носила досить гіркий присмак.
 Ще в сезоні 2004/05 він двічі виходив у last 48, де помітною була перемога над Шоном Мерфі на Welsh Open.
 На Гран-прі 2007 він зазнав невдачі, поступившись Баррі Хокінсу у в матчі за вихід з групи тільки за різницею фреймів.
На UK Championship 2008 Маклауд вразив своїми виграними поспіль п'ятьма фреймами проти Ронні О'Саллівана: поступаючись 0:6, він звів партію до прийнятного рахунку 6:9 (у цьому ж матчі він зробив 3 поспіль сенчурі-брейка).
 У кваліфікації на чемпіонат світу 2009 обіграв Яна Маккалоха, але в першому раунді поступився Марку Кінгу.
Зараз більшу частину часу Рорі Маклауд проводить в Катарі, де тренує національну команду зі снукеру  .
У 2000 році Маклауд прийняв іслам.

### Сезон 2009/10
У новому сезоні Маклауд здобув значущу для себе перемогу: він виграв кваліфікацію до турніру Мастерс, перемігши у фіналі Ендрю Хіггінсона, 6:1. Перевага в рахунку не відображає реально напруженої боротьби, майже всі фрейми закінчилися з невеликою перевагою. Рорі Маклауд збільшив свій рахунок на £ 2000 і отримав уайлд-кард на Мастерс.

### Сезон 2010/11
У цьому сезоні Маклауд не тільки відзначив своє сорокаріччя, але й став автором неординарних досягнень та особистих рекордів. На турнірі серії низькорейтингових Players Tour Championship він зробив максимальний брейк в матчі проти Іссари Качайвона . На чемпіонаті світу Рорі дійшов до 1 / 8 і став першим темношкірим снукеристів, що досягли такої стадії на чемпіонаті світу. Примітно, що попереднє досягнення — перший темношкірий гравець в 1 / 16 чемпіонату — належало також йому.